# Dersau
Dersau é um município da Alemanha, localizado no distrito de Plön, do estado de Schleswig-Holstein.